# Кростолин-Лантраго I (Белуно)
Кростолин-Лантраго I (итал. Crostolin-Lantrago I) је насеље у Италији у округу Белуно, региону Венето.
Према процени из 2011. у насељу је живело 34 становника. Насеље се налази на надморској висини од 715 м.